# Hải pháo 12,7 cm/40 Type 89
 Hải pháo 12,7 cm/40 Mẫu 89 là pháo đa năng của Nhật được đưa vào sử dụng trước Thế chiến thứ 2. Nó là súng phòng không hạng nặng chủ lực của Hải quân Đế quốc Nhật Bản trong suốt cuộc chiến
Mẫu 89 được đưa vài biên chế trong Hải quân Nhật vào ngày 6 tháng 2 năm 1932 và là súng phòng không chính của tất cả tàu sân bay, thiết giáp hạm, tuần dương hạm mới của Nhật. Mẫu 89 chủ yếu được sử dụng ở dạng pháo đôi. Vào giai đoạn những năm 1930-1940 khi các tàu của hải quân Nhật được nâng cấp, các khẩu pháo phòng không cũ như khẩu hải pháo 8 cm/40 Mẫu năm 3 và hải pháo 12 cm/45 Mẫu năm 10 đều được thay thế bởi các khẩu Mẫu 89.